# Mont Valérien
Mont Valérien – fort położony na 162-metrowym wzniesieniu o tej samej nazwie w obrębie Île-de-France, na terenie gminy Suresnes, kilka kilometrów na zachód od Paryża. Zbudowany w 1841, został wykorzystany przez wojska pruskie w czasie oblężenia Paryża w 1870, odegrał ważną rolę w stłumieniu Komuny Paryskiej przez wojska rządowe, wreszcie był miejscem masowych egzekucji w czasie II wojny światowej.

## Historia

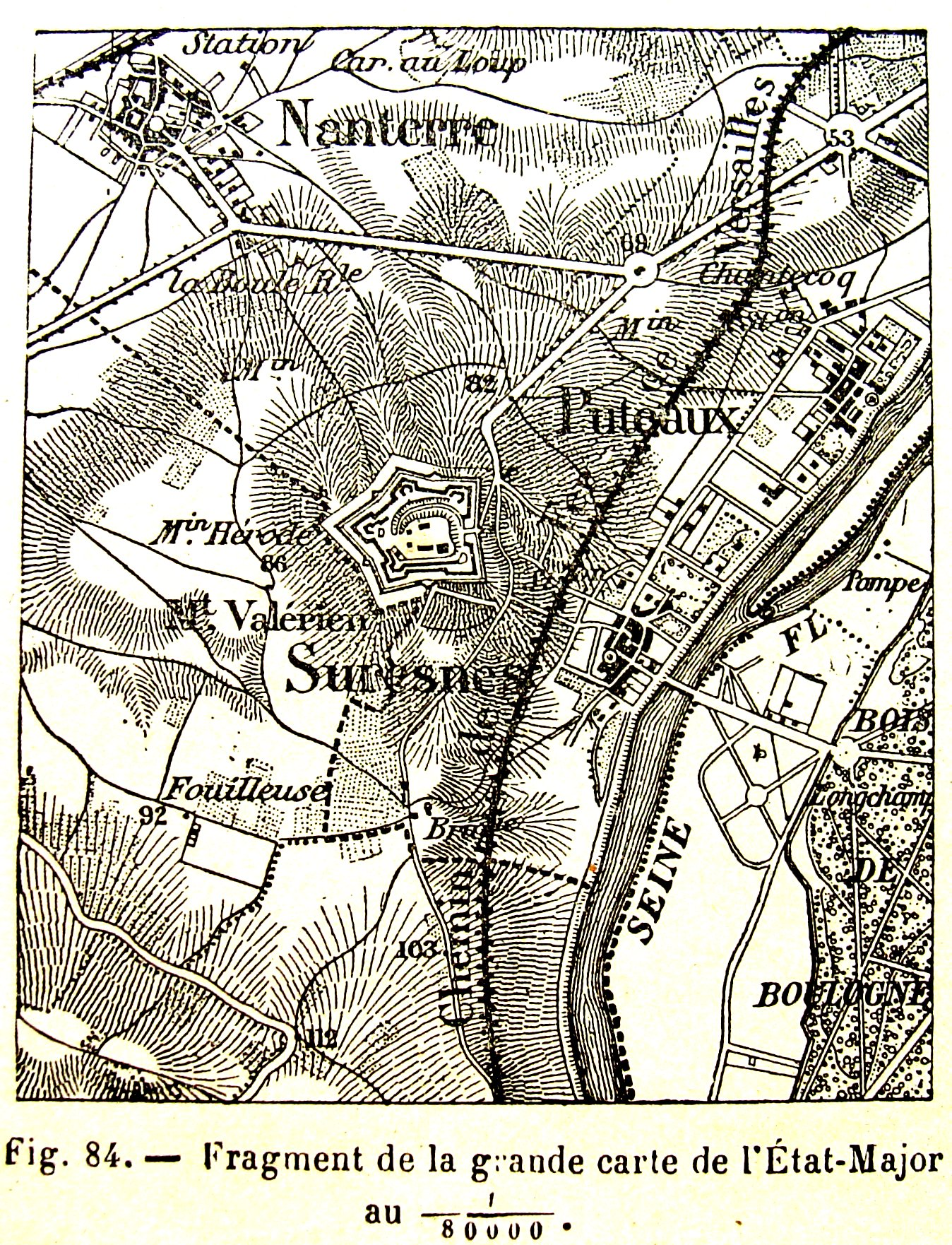
Fort na dziewiętnastowiecznej mapie wojskowej

### Wzgórze przed budową fortu
Od czasów wprowadzenia chrześcijaństwa na tych ziemiach do XVII wieku Mont Valérien było ważnym miejscem pielgrzymkowym. Na wzgórzu znajdowała się kalwaria, stąd alternatywna w tych czasach nazwa Mont Calvaire. Dopiero w 1697, w związku ze wzrostem przestępczości na drodze pielgrzymkowej, oficjalnie zabroniono peregrynacji na Mont Valerien i zamknięto znajdujący się na wzgórzu klasztor. W czasie wielkiej rewolucji francuskiej jego pozostałości zostały splądrowane. W 1806 na krótko na wzgórze wrócili trapiści, których już w 1812 usunął Napoleon Bonaparte. 
W czasie restauracji Burbonów Ludwik XVIII nadał Mont Valérien Stowarzyszeniu Misji Francuskich, które na nowo wzniosło na wzniesieniu zabudowania klasztorne. W 1824 misjonarze otworzyli tam cmentarz, który wkrótce stał się elitarnym miejscem pochówku dla arystokracji francuskiej. Powszechnie kojarzone z legitymizmem, miejsce to zostało na wyraźne życzenie liberałów przejęte przez państwo po rewolucji lipcowej ordonansem królewskim z 25 grudnia 1830. Król wydał również drugi ordonans zabraniający, poza szczególnymi wyjątkami, nowych pochówków na dotychczasowym cmentarzu.

### Fort

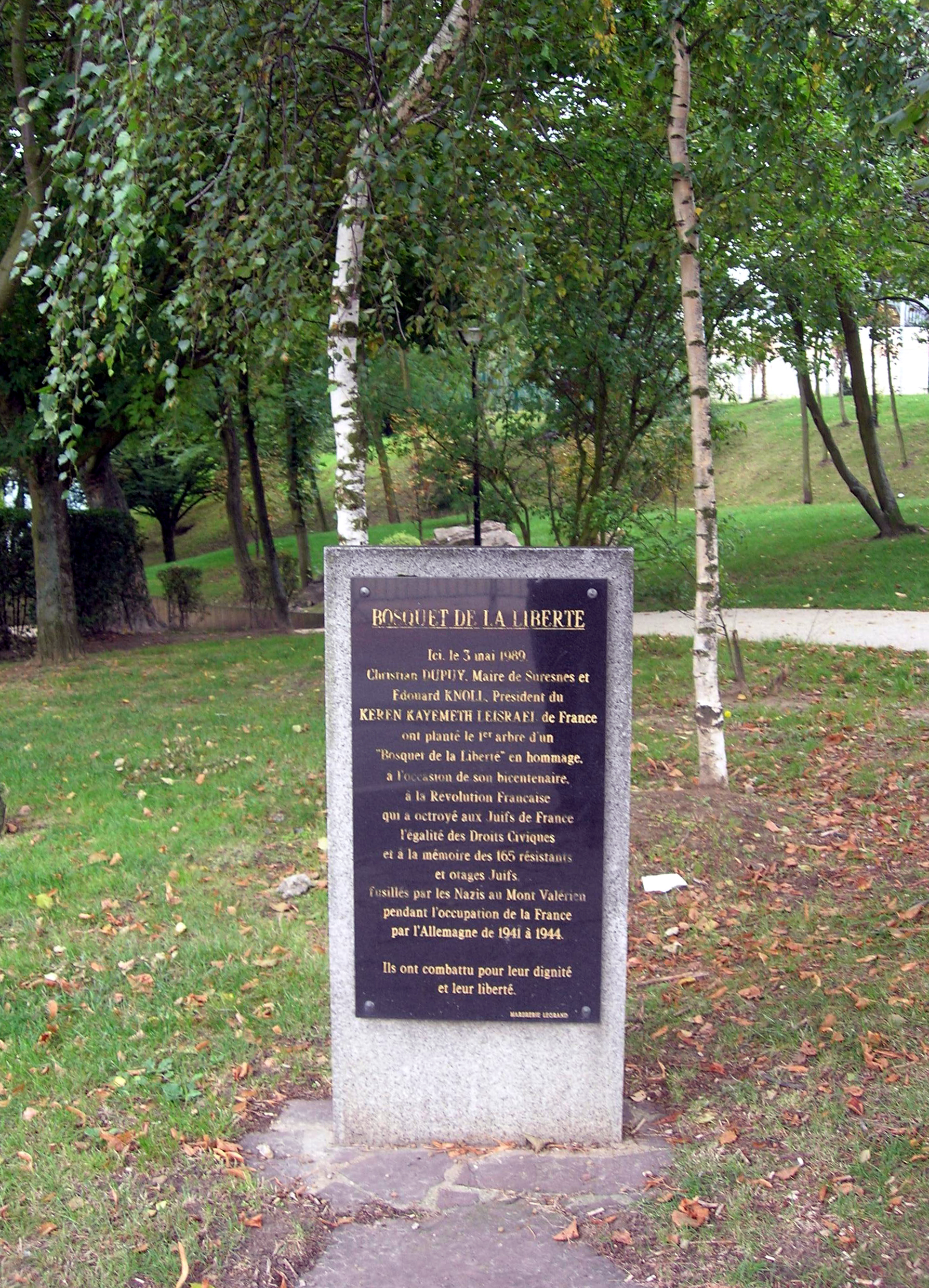
Tablica pamięci deportowanych Żydów francuskich

W 1840 wzgórze weszło w skład rozbudowywanych fortyfikacji otaczających Paryż, rok później wzniesiono na nim istniejący do dzisiaj fort. Obiekt ten, przeznaczony do obrony miasta Paryża, w praktyce spełnił rolę odwrotną. Jego położenie na wzgórzu wyraźnie górującym nad stolicą Francji pozwoliło dwukrotnie wykorzystać go do ostrzału miasta z dział dalekiego zasięgu. Pierwszy raz uczyniły to wojska pruskie w grudniu 1870, a w pół roku później – wersalczycy tłumiący Komunę Paryską. Pociski wystrzeliwane z Mont Valérien bez problemu docierały wówczas do samego centrum miasta. 
Od 1919 na terenie Mont Valérien znajduje się amerykański cmentarz wojenny, na którym obecnie, po powiększeniu w 1945, spoczywa 1200 ofiar obu wojen światowych. Znajduje się na nim również pamiątkowa kaplica autorstwa Charlesa Platta. 
W czasie II wojny światowej hitlerowcy uczynili z fortu jedno z miejsc rozstrzeliwań pojmanych uczestników ruchu oporu. Pierwszym straconym na wzgórzu był Honoré d'Estienne d'Orves. Innymi znanymi ofiarami egzekucji na Mont Valérien byli Boris Vildé, Anatole Lewitsky oraz Missak Manukian. Łącznie fort był areną rozstrzeliwań od końca 1941 do wyzwolenia Paryża; zginęło w nim około czterech i pół tysiąca uczestników ruchu oporu przywożonych na Mont Valerien z różnych więzień i następnie chowanych na cmentarzach położonych poza wzgórzem. 
18 czerwca 1960 Charles de Gaulle odsłonił Pomnik Francji Walczącej, monumentalną konstrukcję upamiętniającą walkę prowadzoną w czasie II wojny światowej przez ruchu oporu. W miejscu tym symbolicznie pochowano 15 bojowników partyzanckich z różnych regionów Francji oraz z jej kolonii, zaś 16 płaskorzeźb symbolicznie przedstawia różne formy walki oraz wydarzenia II wojny światowej we Francji. Obiekt jest regularnym miejscem uroczystości państwowych i międzynarodowych. Zawiera szesnasty, pusty grób, który przewidziany jest dla ostatniego zmarłego uczestnika ruchu oporu. W skład zespołu pomnikowego wchodzi także Dzwon Rozstrzelanych, ustawiony na ziemi dzwon z nazwiskami 1008 zidentyfikowanych osób straconych w forcie. Ten odsłonięty w 2003 monument wykonał Pascal Convert. Wcześniej, w 1952, na Mont Valerien posadzono drzewo i ustawiono tablicę poświęconą pamięci Żydów francuskich zabitych i wywiezionych do obozów przez hitlerowców. 
Współcześnie fort Mont Valérien podzielony jest między 8. pułk telegrafistów armii francuskiej i sztab misji wojskowej w Czadzie (w przeszłości misji w Demokratycznej Republice Konga). Na Mont Valerien znajduje się ostatni we Francji gołębnik wojskowy oraz ekspozycja poświęcona wykorzystywaniu ptaków przez siły zbrojne